# Alice (film 1990)
Alice è un film del 1990, scritto e diretto da Woody Allen e interpretato Mia Farrow (all'epoca delle riprese compagna del regista) e William Hurt.

## Trama
Alice ha quarant'anni, due figli, Kate e Dennis, un marito gentile, Doug, e una bella casa a New York. Ciononostante è insoddisfatta della vita che conduce, al punto da cercare amore in un rapporto extraconiugale con Joe, divorziato da Vicki. Il dottor Yang, medico e agopuntore cinese presso cui Alice è in cura, le fornisce un'erba che rende invisibili: così Alice scopre i tradimenti del marito e la falsità delle amiche. Un'altra erba procura amore eterno, ma Alice decide di non utilizzarla e di compiere un viaggio in India, dove conoscerà le suore di Madre Teresa di Calcutta, per poi ritornare negli Stati Uniti, scegliendo di vivere con i figli in un modesto appartamento.

## Commento
Alice, pur essendo ricca, cristiana e di estrazione borghese, assomiglia all'omonimo personaggio di Lewis Carroll, passando attraverso Giulietta degli spiriti di felliniana memoria (da sempre uno dei registi più amati da Allen).

## Riconoscimenti
- National Board of Review Awards 1990: miglior attrice (Mia Farrow)